# Ciudad de los Muertos
La Ciudad de los Muertos o la Necrópolis de El Cairo, también conocida como Qarafa (en árabe: القرافة), es una necrópolis árabe y el cementerio situado debajo de las colinas Mokattam en el sureste de El Cairo, la capital del país africano de Egipto. Los habitantes de El Cairo, los cairotas, y la mayoría de los egipcios, lo llaman el'arafa (trad. "el cementerio"). Se trata de una red de tumbas de 4 millas (6,4 km) de largo (norte-sur) y estructuras como Mausoleos, donde algunas personas viven y trabajan entre los muertos. Algunos residen aquí para estar cerca de los antepasados, que van desde recientes a los de antiguo linaje. Algunos viven aquí después de haber sido obligados a abandonar el centro de El Cairo debido a las demoliciones de la renovación urbana y las presiones urbanísticas que ocurrieron en la década de 1950.